# Serrat de la Fenosa
El Serrat de la Fenosa és una muntanya de 727 metres que es troba al municipi de Lluçà, a la comarca d'Osona.